# Padina (algue)
Pour les articles homonymes, voir Padina.
Genre
Synonymes
- Dictyerpa F.S.Collins & Hervey, 1901[2]
- Pavonia Roussel, 1806[2]

Padina est un genre d'algues brunes de la famille des Dictyotaceae.
Padina concrescens est une espèce en danger.

## Étymologie
Le nom de genre est dérivé du grec πεδινε / pedine, plat, en référence probable à la forme du thalle ressemblant à une « lame aplatie ».

## Liste d'espèces
Selon AlgaeBase (23 octobre 2017) et World Register of Marine Species (23 octobre 2017) :
- Padina afaqhusainii Aisha & Shameel, 2010
- Padina antillarum (Kützing) Piccone, 1886
- Padina arborescens Holmes, 1896
- Padina australis Hauck, 1887
- Padina boergesenii Allender & Kraft, 1983
- Padina boryana Thivy, 1966
- Padina calcarea Ni-Ni-Win, S.G.A.Draisma, W.F.Prud'homme van Reine & H.Kawai, 2012
- Padina caulescens Thivy, 1945
- Padina concrescens Thivy, 1945
- Padina condominium Kraft, 2009
- Padina crispata Thivy, 1945
- Padina distromatica Hauck, 1887
- Padina ditristromatica Ni-Ni-Win & H.Kawai, 2011
- Padina dubia Hauck, 1887
- Padina durvillei Bory Saint-Vincent, 1827
- Padina elegans Koh ex Womersley, 1987
- Padina fasciata Ni-Ni-Win, M.Uchimura & H.Kawai, 2010
- Padina fernandeziana Skottsberg & Levring, 1941
- Padina fraseri (Greville) Greville, 1830
- Padina glabra Gaillard, 1966
- Padina gymnospora (Kützing) Sonder, 1871
- Padina haitiensis Thivy, 1960
- Padina ishigakiensis Ni-Ni-Win, S.Arai, M.Uchimura & H.Kawai, 2011
- Padina japonica Yamada, 1931
- Padina jonesii Tsuda, 1972
- Padina macrophylla Ni-Ni-Win, M.Uchimura & H.Kawai, 2011
- Padina maroensis Ni-Ni-Win, I.A.Abbott & H.Kawai, 2011
- Padina melemele I.A.Abbott & Magruder, 1996
- Padina mexicana E.Y.Dawson, 1944
- Padina minor Yamada, 1925
- Padina moffittiana Abbott & Huisman, 2003
- Padina nizamuddinii Aisha & Shameel, 2010
- Padina okinawaensis Ni-Ni-Win, S.Arai & H.Kawai, 2010
- Padina pavonica (Linnaeus) Thivy, 1960
- Padina pavonicoides Ni-Ni-Win & H.Kawai, 2011
- Padina perindusiata Thivy, 1960
- Padina phasiana Bory de Saint-Vincent
- Padina plumbea (Areschoug) Levring, 1940
- Padina profunda S.A.Earle, 1969
- Padina ramonribae Avila-Ortíz & Pedroche, 2005
- Padina ryukyuana Y.Lee & Kamura, 1991
- Padina sanctae-crucis Børgesen, 1914
- Padina somalensis Hauck, 1887
- Padina stipitata Tanaka & Nozawa, 1960
- Padina sulcata Ni-Ni-Win, S.G.A.Draisma & H.Kawai, 2012
- Padina terricolor Ni-Ni-Win, M.Uchimura & H.Kawai, 2010
- Padina tetrastromatica Hauck, 1887
- Padina thivyae Doty & Newhouse, 1966
- Padina tristromatica Levring, 1942
- Padina undulata Ni-Ni-Win, S.Arai & H.Kawai, 2010
- Padina usoehtunii Ni-Ni-Win & H.Kawai, 2011
- Padina xishaensis C.K.Tseng & Lu, 1985
- Padina zonata Gaillon

Selon ITIS (23 octobre 2017) :
- Padina commersoni
- Padina crassa
- Padina gymnospora (Kuetzing) Vickers
- Padina jamaicensis (Collins) Papenfuss
- Padina japonica
- Padina pavonia (L.) Thivy
- Padina profunda
- Padina tenuis
- Padina thivyi
- Padina vickersiae

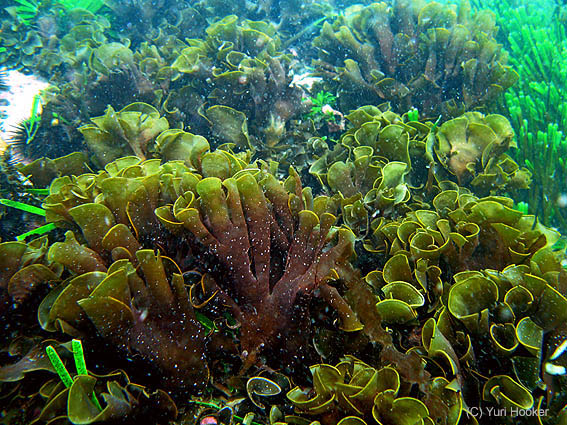
Padina durvillaei au Pérou
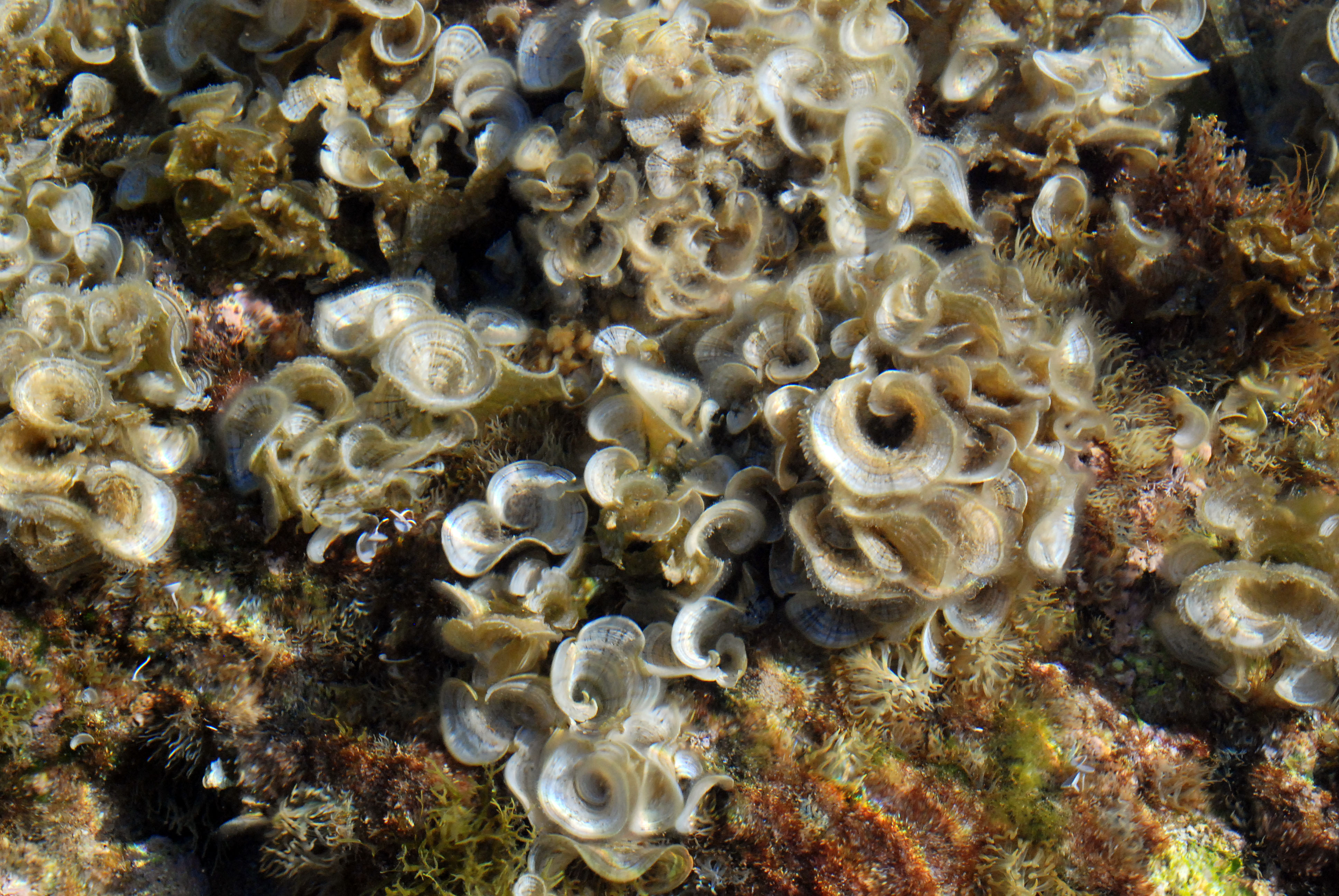
Padina pavonica à Ibiza
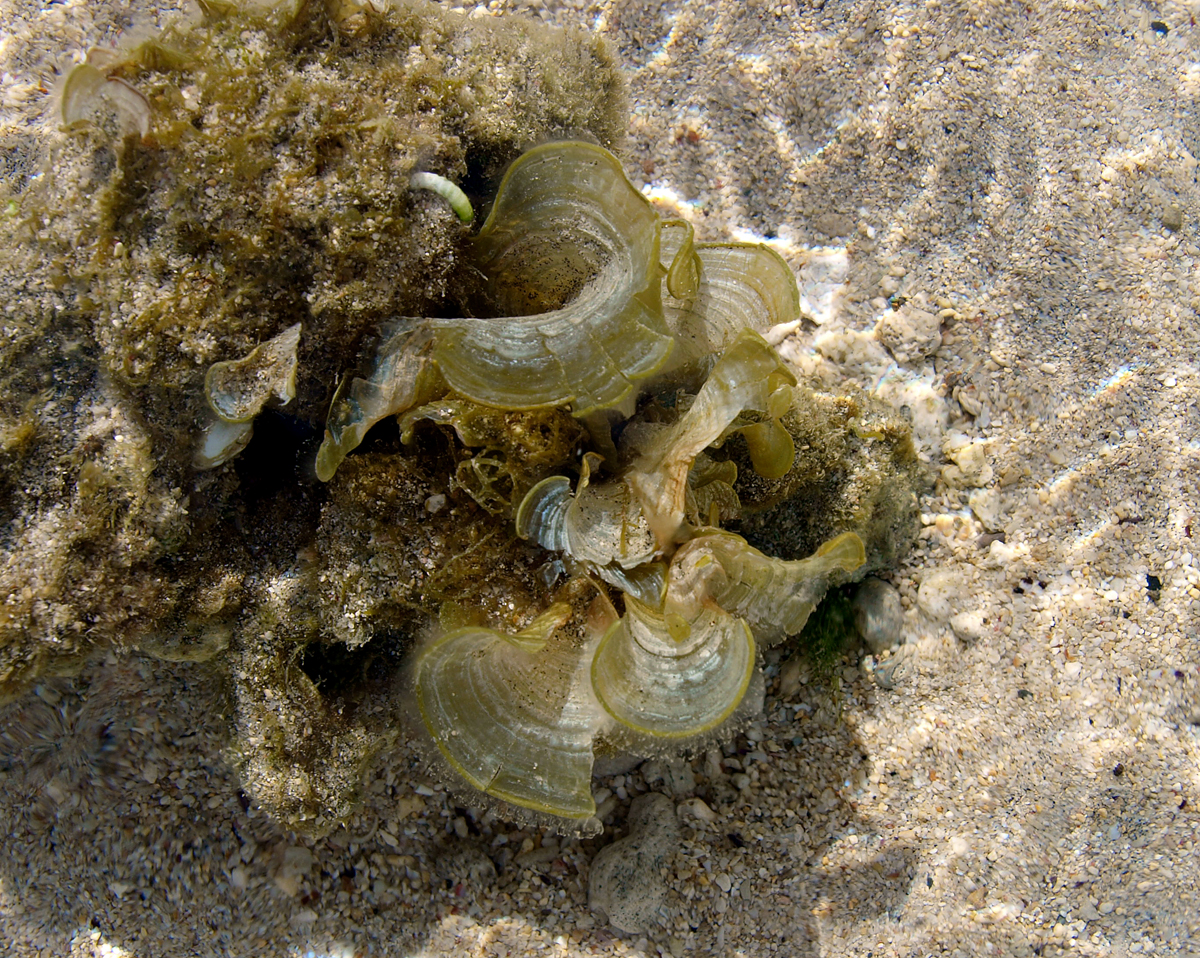
Padina boryana à La Réunion
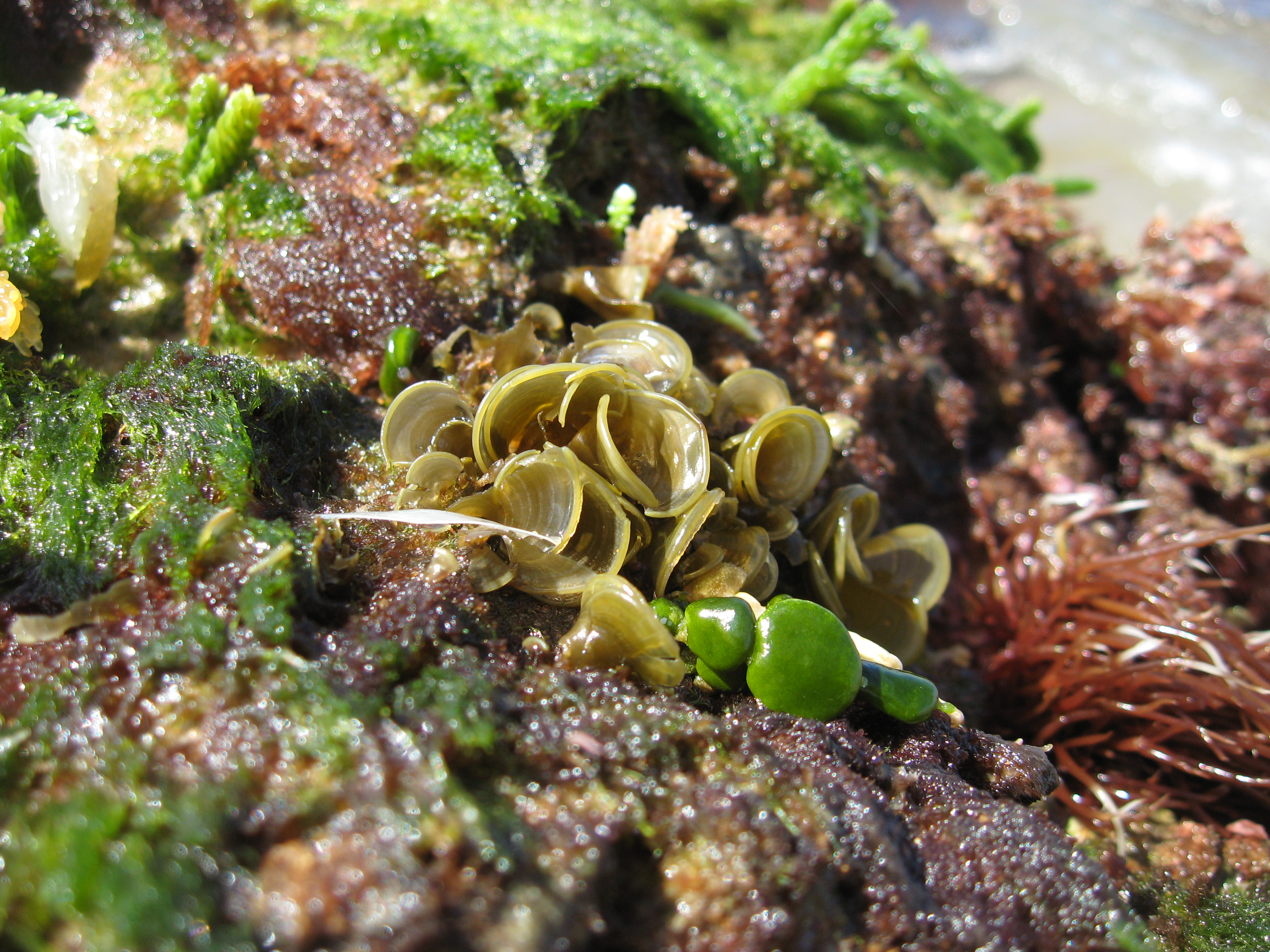
Padina sp. au Brésil
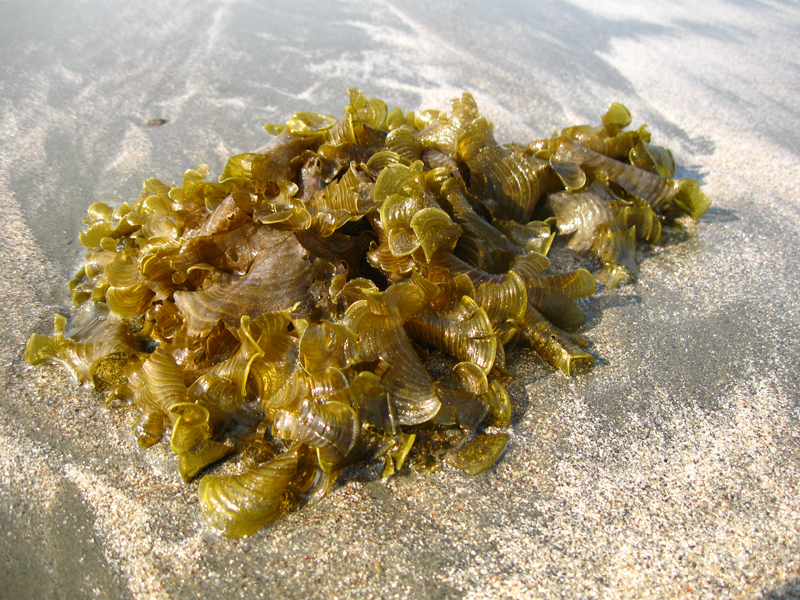
Padina sp. au Bangladesh